# Johanneslöt
Johanneslöt är ett område i Valbo strax utanför Gävle. Där finns en motorvägskorsning, ett Scandic-hotell och ett varuhus för handikapphjälpmedel. Johanneslöt var förr en by, men den utplånades i mitten av 1970-talet av motorvägskorsningen.

## Trafikplats Gävle Västra
Trafikplats Gävle Västra är en numrerad trafikplats längs Europaväg 4 och Europaväg 16 som har avfartsnummer 199 och utgörs av en planskild motorvägskorsning av partiell fyrklövertyp där två motorvägar (E4 respektive E16/56/68) korsar varandra.
Denna trafikplats var mellan år 1995 och 2000 Sveriges enda fullständiga motorvägskorsning. År 2000 invigdes Yttre ringvägen i Malmö och Burlövs kommuner som har tre fullständiga korsningar. Korsningens namn var fram till 1995 Lötstensmotet, 1995–2003 Trafikplats Johanneslöt och sedan 2003 Trafikplats Gävle Västra.